# Badistica lauta
Badistica lauta är en insektsart som beskrevs av Karsch 1896. Badistica lauta ingår i släktet Badistica och familjen gräshoppor. Inga underarter finns listade i Catalogue of Life.